# Sok pénznél jobb a több
A Sok pénznél jobb a több (Pour cent briques t'as plus rien...) egy 1982-ben készült francia bűnügyi vígjáték Daniel Auteuil és Gérard Jugnot főszereplésével. 
A karácsonyi hangulatú, Párizsban játszódó filmet 1984-ben mutatták be Magyarországon, szinkronizált változatban. Tévécsatornákon többször is adták, megvásárolható formában nem jelent meg.

## Cselekmény
|  | Alább a cselekmény részletei következnek! |

- Azt üvöltsd, hogy csak semmi pánik, ez egy bankrablás!

- Te, ha azt mondom bankrablás, attól nem fognak bepánikolni?
Párizs, 1981, karácsony előtt nem sokkal. Sam és Paul két jóbarát, együtt laknak egy bérelt lakásban. Komoly anyagi gondjaik vannak, már menekülnek a postás levelei és a számlák elől. Paul egy igazi lúzer, neki már jó ideje nincs állása. Sam a lányok kedvence, ajtózárakat javít egy kisebb cég alkalmazásában, de egyik napról a másikra ok nélkül kirúgják. Még aznap a végrehajtó is meglátogatja őket, kirámolva a teljes lakásukat, majd a villanyukat is kikapcsolják. Mindent megpróbálnak, hogy álláshoz jussanak, de a helyzetük teljesen reménytelen. Bankigazgatók, ügyvédek, csinos hölgyek számára bőven van lehetőség, de rájuk sehol sincs szükség.
Sam az estét egy régi barátnőjénél tölti, ahová áramszünetre hivatkozva Pault is magával viszi, aki a másik szobában alszik. A lánynál az akkor még újdonságnak számító házi videón egy bankrablós film megy, amiben a rablók túszokat szednek. Samnek annyira megtetszik a dolog, hogy még a barátnőjére sem koncentrál, a filmet nézi egész éjszaka.
Felébreszti Pault, majd még éjjel elkezdi összeírni a filmben látható kellékeket, úgymint csuklya, kézigránát, géppuska. Paul eleinte húzódozik, de végül belemegy a bankrablásba. Másnap két utcaseprőtől lopnak két csuklyás sapkát, majd egy áruházban az egyik vásárlótól (a belügyminisztertől) két játék gépfegyvert. Több bankot is végigjárnak, míg találnak egy kis fiókot, amely minden szempontból megfelel. Úgy döntenek, karácsony napja a legmegfelelőbb időpont a rablásra. Otthon a lépcsőházban elkezdik gyakorolni a támadást, eközben valódi betörőknek vélik őket. Miután kimagyarázzák, hogy karácsonyi előadásra készülnek, a ház gondnoka, aki azelőtt rendőr volt, még tanácsokat is ad nekik. Végül abban maradnak, mivel egy kis bankfiókban kevés pénz van, ezért inkább túszokat szednek és nagyobb pénzt követelnek az életükért. További finomítás, Paul lesz a rabló és Sam ügyfélnek álcázza magát, irányítva a többi túsz viselkedését.
Karácsony napján, zárás előtt nem sokkal Paul beállít a bankba és túszul ejti a személyzetet és az ügyfeleket. Ezek a bankfiók vezetője, a pénztáros hölgy, egy fiatal banktisztviselő, egy minisztériumi testőr és Nicole, egy csinos lány. A hatodik Sam, így összesen hat túsz van. Nicole a munkájából kifolyólag gyakran jár bankokba, már többször volt túsz, utoljára alig pár napja, tudja, mit kell ilyenkor csinálni. Paul az ablakon lévő redőnyöket lehajtja, így kintről nem lehet belátni, majd csak vár. Végül Nicole kérdezi meg, miért nem hívja a rendőrséget a követelésével, pár perc múlva záróra, senki sem fogja az utcáról észrevenni őket, itt ülhetnek egész karácsony alatt. Végül ő telefonál a minisztérium illetékesének Jean-Louisnak, hogy gyorsabban menjen az ügy. Paul 5 millió frankot és rendőrségi rádióval felszerelt autót követel.
Pár percen belül a rendőrség nagy erőkkel kivonul. Az akciót a kemény Bouvard felügyelő vezeti, aki azonban az utóbbi rablások alkalmával elkövetett néhány hibát. Újabb melléfogás esetén kirúghatják állásából, ezért igen határozottan lép fel. Négy percet ad a megadásra, különben támadnak. Nicole hívja fel Paul figyelmét, most már nincs más választása, mint lelőni egy túszt, hogy komolyan vegyék. Sam önként vállalja az áldozat szerepét (különben kiderülne, hogy csak játékpuskájuk van), majd egy patetikus búcsújelenet során még egy búcsúcsókot is kialkuszik Nicolelal, amiért Paul magában pofátlannak nevezi. A túszok ezután hátat fordítanak, Paul egy sorozatot lő Sambe. A vért némi piros tintával helyettesítik. A bankigazgatót Paul kiküldi tárgyalni, de Bouvard mindjárt az ajtóban rálő, azt hiszi, ő a rabló. A vállon lőtt igazgató visszafut, kénytelen rájönni, hogy a rendőrség is ugyanolyan veszélyes, mint a rabló.
Sam „lelövése” után a hatóság beleegyezik, kifizetik a pénzt, ekkor a halott Sam azonnal felpattan és táncra perdül örömében Paullal. A túszok elcsodálkoznak, de utána nagyon megkönnyebbülnek. Paul ünnepi vacsorát és pezsgőt rendel a rendőröktől, majd túszszedők és túszok meglepően vidáman állnak neki a karácsonyi vacsorának. A beszélgetés során elárulják, hogy a pénzen melegebb éghajlatra költöznének, a túszok is elárulják, nekik is milyen jól jönne némi pénz. Sam ekkor váratlanul azt javasolja, osszák el a pénzt, amibe némi szabadkozás után ugyan az összes túsz, de még a bankigazgató és a minisztériumi testőr is belemegy. A pénz hamarosan megérkezik, már csak azt kell eldönteni, hogyan csempésszék ki. Nicole javaslatára a pénzt a túszok dugják el, őket nem ellenőrzik, de a bankigazgatónak még jobb ötlete van, egyszerűen beteszik a bank széfjébe és majd lassacskán elviszik.
A pénz Bouvard viszi be a bankba. Megpróbál egy cipőjébe rejtett pisztollyal támadni, ezért egy telefonkönyvvel fejbevágják. A félresikerült akció miatt azonnali hatállyal kirúgják a rendőrségtől. Közli, a rendőrségi blokádot nem lehet áttörni. Mikor látja, valójában nem volt áldozat és már az összes résztvevő benne van az ügyben, felajánlja, részesedésért segít, pontosan tudja hol vannak a járőrök és hogy lehet őket kikerülni. A tervet végrehajtják, Sam, Paul és a „túszként” magukkal vitt Bouvard a kocsiban elmenekülnek, a pénz egy részét a túszok viszik ki (őket nem ellenőrzik), a másik része egyelőre a bank széfjében marad. A későbbi kihallgatáson egységesen hamis leírást adnak a tettesekről. A rablókat sosem fogják el. Eltelik pár hónap.
Kis sziget, turistaparadicsom valahol a Karib-tengeren. Az üdülő-szállodát a hét francia vezeti. Sam és Nicole foglalkozik a vendégekkel, Paul a szakács, a bankigazgató a pénzügyes, az egyik túsz az úszásoktató, Bouvard a biztonsági felelős, a pénztáros és a fiatal tisztviselő az éttermet vezeti. A rablók és túszaik, valamint a kirúgott Bouvard ebbe fektették a rablás, vagy inkább szélhámosság során szerzett pénzüket, mindnyájan ide költöztek és itt dolgoznak közös vállalkozásukban. A hajóállomásra egy francia nyaraló család érkezik, egyikük Jean-Louis a minisztériumból. Rögtön felismeri őket, már hívná Párizst. Bouvard, a szálloda biztonsági főnöke viszont távcsővel figyeli a kikötő kishajókat, már riadóztatta a többieket. A hívást a szobájába kapcsolják, de mire odaér, a telefon mellett egy kis ládika is van, benne egy nagyobb összeg. Jean-Louis némileg hezitál, de végül lerakja a telefont. Sam, Paul, a bankigazgató, a bank személyzete, az ügyfelek és Bouvard felügyelő után a minisztérium embere is inkább a pénzt választja.
|  | Itt a vége a cselekmény részletezésének! |

## Korhatár
A vígjátéki film csak minimális erőszakot tartalmaz, az egyetlen gyilkosság csak megrendezett színjáték. A többször előforduló nyílt női meztelenség és szexuális aktust tartalmazó, de azt közvetlenül nem láttató jelenetek miatt a magyarországi mozikban a filmet 16 éven felülieknek szánták.

## Érdekességek
- Noha a filmben külön nem kerül megemlítésre, a film 1981 karácsonyán játszódik. Nicole azzal sürgeti az eseményeket, hogy ha nem lépnek időben, akkor három napig a bankban kell ülniük, mivel december 27. vasárnapra esik. 1981-ben esett ez a dátum vasárnapra. A filmet 1982 tavaszán mutatták be, a forgatás 1981 telén történt, a kirakatok alapján jórészt karácsony környékén.
- A film dalait Murray Head, az 1980-as évek elejének ismert művésze énekli. Legismertebb dala a One Night in Bangkok.
- Hasonló alapszituációt láthatunk a Két fél egy egész című filmben, ahol a teljes csőd elkerülésére a főhős amatőr módon kivitelezett bankrablással próbálkozik, majd végül a banktisztviselővel osztozik a pénzen.
- Szintén hasonló film a Montreáli bankrablás, című vígjáték, melyben az egyik rabló túsznak mutatja magát, a zsákmányt pedig egy harmadik, szintén túsznak mutatkozó hölgy ruhájában csempészik ki a bankból.
- Sam és Paul bankrablási gyakorlása igen hasonlít Bud Spencer és Terence Hill Bűnvadászok című filmjének hasonló jelenetére.
- 1982-ben a házi videómagnó rendkívül ritka dolog volt még a nyugati országokban is, ezért nézte Sam olyan érdeklődéssel barátnőjénél.
- 1982-ben még nemzetközi távhívás nem létezett, a távolsági hívásokat kézzel kapcsolták, ezért kellett várnia Jean-Louisnak a párizsi hívásra a trópusi szigeten.
- Egy rövidke szerepben feltűnik Édouard Molinaro, a film rendezője is, mint újságárus.

## Szereplők
- Daniel Auteuil – Sam
- Gérard Jugnot – Paul
- Anémone – Nicole
- Jean-Pierre Castaldi – Henri, a testőr túsz
- François Perrot – a bankfiók vezetője
- Paul Barge – Jean-Louis, Nicole ismerőse a minisztériumból
- Annick Blancheteau – Odette, a bank pénztárosa
- Elisa Servier – Caroline, Paul barátnője, akinél a filmet látták
- Éric Legrand – Hubert, a fiatal banktisztviselő
- Darry Cowl – A ház gondnoka, egykori zsaru
- Georges Géret – Bouvard felügyelő
- Bruno Garcin – Bouvard kárörvendő kollégája
- Fernand Berset – Sam főnöke a záras cégnél
- Stéphanie Fugain – Patricia
- Isabelle Mergault – Ginette, Paul első barátnője
- Roland Monod – a miniszter
- Édouard Molinaro (a film rendezője) – újságárus
- Pierre Ternisien – a záras cég főnökének a fia, miatta rúgták ki Samet.